# Barbara Schmidbauer
Barbara Schmidbauer, née le 15 novembre 1937 à Berlin, est une femme politique allemande.
Membre du Parti social-démocrate d'Allemagne, elle est députée européenne de 1987 à 1999.